# 龟蟾属
龟蟾属（学名：Myobatrachus）为龟蟾科的一个属。

## 下属物种
本属包括以下物种：
- Myobatrachus gouldii (Gray, 1841)
- Myobatrachus spec Schlegel, 1850